# Udea lampadias
Udea lampadias is een vlinder uit de familie van de grasmotten (Crambidae), uit de onderfamilie van de Spilomelinae. De wetenschappelijke naam van deze soort is voor het eerst voorgesteld als Phlyctaenia lampadias door Edward Meyrick in een publicatie uit 1904.
De soort komt voor in Hawaï.